# 2017년 세계 여자 핸드볼 선수권 대회

제23회 세계 여자 핸드볼 선수권 대회는 2017년 독일에서 열릴 예정이다.
틀:세계 여자 핸드볼 선수권 대회